# Craig Pilling
Craig Pilling (ur. 14 września 1986) – brytyjski zapaśnik walczący w stylu wolnym. Brązowy medalista Igrzysk Wspólnoty Narodów w 2014 i czwarty w 2010, gdzie reprezentował Walię.